# Puchar Interkontynentalny w Lekkoatletyce 2018 – pchnięcie kulą kobiet
Pchnięcie kulą kobiet – jedna z konkurencji technicznych rozgrywana w ramach lekkoatletycznyego pucharu interkontynentalnego na Stadionie miejskim w Ostrawie-Witkowicach.

## Terminarz
Źródło: worldathletics.org.
| Data       | Godzina |
| ---------- | ------- |
| 9 września | 16:57   |

## Rekordy
Tabela prezentuje rekord świata, rekord pucharu interkontynentalnego, rekordy kontynentów oraz najlepszy wynik na listach światowych w sezonie 2018 przed rozpoczęciem mistrzostw.
|                                     | Zawodnik           | Wynik | Miejsce      | Data                  |
| ----------------------------------- | ------------------ | ----- | ------------ | --------------------- |
| Rekord świata                       | Natalja Lisowska   | 22,63 | Moskwa       | 7 czerwca 1987(dts)   |
| Listy światowe                      | Gong Lijiao        | 20,38 | Guiyang      | 17 czerwca 2018(dts)  |
| Rekord pucharu interkontynentalnego | Ilona Briesenick   | 20,98 | Montreal     | 24 sierpnia 1979(dts) |
| Rekord Afryki                       | Vivian Chukwuemeka | 18,43 | Walnut       | 19 kwietnia 2003(dts) |
| Rekord Ameryki Południowej          | Elisângela Adriano | 19,30 | Tunja        | 14 lipca 2001(dts)    |
| Rekord Ameryki Północnej            | Belsy Laza         | 20,96 | Meksyk       | 2 maja 1992(dts)      |
| Rekord Australii i Oceanii          | Valerie Adams      | 21,24 | Daegu        | 29 sierpnia 2011(dts) |
| Rekord Azji                         | Li Meisu           | 21,76 | Shijiazhuang | 23 kwietnia 1988(dts) |
| Rekord Europy                       | Natalja Lisowska   | 22,63 | Moskwa       | 7 czerwca 1987(dts)   |

## Rezultaty
Źródło: worldathletics.org.
| Pozycja | Zawodniczka         | Drużyna        | Runda | Runda | Runda | Runda    | Runda | Rezultat | Punkty | Uwagi |
| Pozycja | Zawodniczka         | Drużyna        | 1.    | 2.    | 3.    | Półfinał | Finał | Rezultat | Punkty | Uwagi |
| ------- | ------------------- | -------------- | ----- | ----- | ----- | -------- | ----- | -------- | ------ | ----- |
| 1.      | Gong Lijiao         | Azja i Oceania | 19,17 | 19,58 | 19,44 | 19,63    | 19,25 | 19,63    | 8      |       |
| 2.      | Raven Saunders      | Ameryka        | x     | 18,38 | 19,74 | 19,27    | 18,39 | 19,74    | 7      | SB    |
| 3.      | Christina Schwanitz | Europa         | 18,88 | 19,73 | 19,21 | 19,07    | NQ    | 19,73    | 6      |       |
| 4.      | Ischke Senekal      | Afryka         | 16,17 | 17,10 | x     | 16,54    | NQ    | 17,10    | 5      |       |
| 5.      | Paulina Guba        | Europa         | 18,06 | 18,57 | 18,94 | NQ       | NQ    | 18,94    | 4      |       |
| 6.      | Danniel Thomas-Dodd | Ameryka        | x     | 16,96 | x     | NQ       | NQ    | 16,96    | 3      |       |
| 7.      | Noora Salem Jasim   | Azja i Oceania | x     | 15,23 | 16,01 | NQ       | NQ    | 16,01    | 2      |       |
| 8.      | Jessica Inchude     | Afryka         | 14,51 | x     | x     | NQ       | NQ    | 14,51    | 1      |       |

## Klasyfikacja drużynowa
Źródło:
| Miejsce | Drużyna        | Punkty indywidualne | Punkty drużynowe |
| ------- | -------------- | ------------------- | ---------------- |
| 1.      | Europa         | 10                  | 6                |
| 1.      | Azja i Oceania | 10                  | 6                |
| 1.      | Ameryka        | 10                  | 6                |
| 4.      | Afryka         | 6                   | 2                |